# Liste der Kreisstraßen im Landkreis Tuttlingen
Diese Liste enthält die Kreisstraßen im baden-württembergischen Landkreis Tuttlingen.

## Abkürzungen
- K: Kreisstraße
- L: Landesstraße

## Liste
Die Kreisstraßen behalten die ihnen zugewiesene Nummer nicht bei einem Wechsel in einen anderen Stadt- oder Landkreis. Nicht vorhandene bzw. nicht nachgewiesene Kreisstraßen sind kursiv gekennzeichnet, ebenso Straßen und Straßenabschnitte, die unabhängig vom Grund (Herabstufung zu einer Gemeindestraße oder Höherstufung) keine Kreisstraßen mehr sind.
Der Straßenverlauf wird in der Regel von Nord nach Süd und von West nach Ost angegeben.
| Nr.    | Verlauf |
| ------ | --- |
| K 5900 | L 438 in Böttingen – K 5901 – Mahlstetten – L 443 in Mühlheim an der Donau |
| K 5901 | L 438 – Aggenhausen – K 5900 |
| K 5902 | (K 8213 im Landkreis Sigmaringen) – Kreisgrenze – Irndorf – Kreisgrenze – (K 8278 im Landkreis Sigmaringen) |
| K 5903 | L 438 – L 443 in Königsheim |
| K 5904 | L 433 in Wehingen – K 5905 – L 438 in Böttingen |
| K 5905 | (K 5545 im Landkreis Rottweil) – Kreisgrenze – Gosheim – L 433 – K 5904 – L 438 in Bubsheim |
| K 5906 | (K 7122 im Zollernalbkreis) – Kreisgrenze – L 433 in Harras |
| K 5907 | (K 5543 im Landkreis Rottweil) – Kreisgrenze – Frittlingen – L 434 – L 433 in Denkingen |
| K 5908 | L 440 in Bärenthal – Kreisgrenze – (K 8277 im Landkreis Sigmaringen) |
| K 5909 | (K 5544 im Landkreis Rottweil) – Kreisgrenze – K 5911 in Aixheim |
| K 5910 | K 5911 in Aixheim – Aldingen – L 433 – K 5914 – L 432 – L 429 |
| K 5911 | in Neuhaus – Aixheim – K 5909 – K 5910 – Nordfeld – L 433 in Trossingen |
| K 5912 | K 5913 in Spaichingen – Hausen ob Verena – K 5914 in Gunningen |
| K 5913 | K 5914 – Spaichingen – K 5912 – |
| K 5914 | L 429 in Schura – K 5910 – K 5913 – Gunningen – K 5915 – K 5912 – L 432 in Seitingen-Oberflacht |
| K 5915 | K 5914 in Gunningen – L 432 |
| K 5916 | (K 5703 im Schwarzwald-Baar-Kreis) – Kreisgrenze – L 429 in Trossingen |
| K 5917 | (K 5702 im Schwarzwald-Baar-Kreis) – Kreisgrenze – L 429 in Schura |
| K 5918 | L 432 – K 5919 |
| K 5919 | (K 5711 im Schwarzwald-Baar-Kreis) – Kreisgrenze – K 5918 – – Talheim – K 5944 – Kreisgrenze – (K 5749 im Schwarzwald-Baar-Kreis) |
| K 5920 | – Wurmlingen – |
| K 5921 | (K 5750 im Schwarzwald-Baar-Kreis) – Kreisgrenze – Ippingen – Bachzimmern – in Immendingen |
| K 5922 | L 191 in Hausen – Hintschingen – |
| K 5923 | L 185 – K 5924 – Leipferdingen – K 5926 – Kreisgrenze – (K 6131 im Landkreis Konstanz) |
| K 5924 | K 5923 – Kreisgrenze – (K 6137 im Landkreis Konstanz) |
| K 5925 | L 443 in Kolbingen – L 440 |
| K 5926 | K 5923 in Leipferdingen – Kreisgrenze – (K 6129 im Landkreis Konstanz) |
| K 5927 | K 5944 in Hattingen – K 5938 – Mauenheim – L 225 – Kreisgrenze – (K 6129 im Landkreis Konstanz) |
| K 5928 | L 225 – K 5938 – K 5944 |
| K 5929 | K 5944 in Hattingen – Wittloh – K 5930 – Windegg – Sonnhalde – in Emmingen |
| K 5930 | K 5929 in Windegg – Kreisgrenze – (K 6128 im Landkreis Konstanz) |
| K 5931 | in Emmingen – K 5932 in Liptingen |
| K 5932 | – Liptingen – K 5931 – K 5933 – Kreisgrenze – (K 6112 im Landkreis Konstanz) |
| K 5933 | K 5932 in Liptingen – nicht befahrbare Strecke – L 440 in Ederstetten – K 5941 in Oberschwandorf |
| K 5934 | K 5941 in Holzach – Kreisgrenze – (K 6111 im Landkreis Konstanz) |
| K 5935 | K 5941 in Holzach – Volkertsweiler – Kreisgrenze – (K 8224 im Landkreis Sigmaringen) |
| K 5936 | K 5941 in Buchheim – Kreisgrenze – (K 8218 im Landkreis Sigmaringen) |
| K 5937 | (K 8215 im Landkreis Sigmaringen) – Kreisgrenze – K 5941 in Buchheim |
| K 5938 | K 5928 – K 5927 |
| K 5939 | (K 5559 im Landkreis Rottweil) – Kreisgrenze – L 433 in Trossingen |
| K 5940 | L 277 – K 5941 in Buchheim |
| K 5941 | (K 8278 im Landkreis Sigmaringen) – Kreisgrenze – Buchheim – K 5937 – K 5936 – K 5940 – Worndorf – – Wasenhof – Oberschwandorf – K 5933 – Unterschwandorf – Holzach – K 5934 – K 5935 – Kreisgrenze – (K 6180 im Landkreis Konstanz) |
| K 5942 | (K 5705 im Schwarzwald-Baar-Kreis) – Kreisgrenze – Geisingen – / |
| K 5943 | (K 5753 im Schwarzwald-Baar-Kreis) – Kreisgrenze – Gutmadingen – / |
| K 5944 | K 5919 in Talheim – Lindentalhöfe – Eßlingen – Möhringen an der Donau (– Abzweig zur in Gänsäcker) – – K 5928 – K 5927 – Hattingen – K 5929 – Kreisgrenze – (K 6179 im Landkreis Konstanz)                                           |
| K 5945 | Tuttlingen – Altental – Neuhausen ob Eck – L 440 – |